# Municipio de Bible Grove
El municipio de Bible Grove (en inglés: Bible Grove Township) es un municipio ubicado en el condado de Clay en el estado estadounidense de Illinois. En el año 2010 tenía una población de 344 habitantes y una densidad poblacional de 3,74 personas por km².

## Geografía
El municipio de Bible Grove se encuentra ubicado en las coordenadas 38°52′9″N 88°25′7″O / 38.86917, -88.41861. Según la Oficina del Censo de los Estados Unidos, el municipio tiene una superficie total de 91.99 km², de la cual 91,92 km² corresponden a tierra firme y (0,07 %) 0,06 km² es agua.

## Demografía
Según el censo de 2010, había 344 personas residiendo en el municipio de Bible Grove. La densidad de población era de 3,74 hab./km². De los 344 habitantes, el municipio de Bible Grove estaba compuesto por el 97,38 % blancos, el 0,29 % eran afroamericanos, el 0,58 % eran asiáticos y el 1,74 % eran de una mezcla de razas. Del total de la población el 0 % eran hispanos o latinos de cualquier raza.